# Belga mozdonyok és motorvonatok listája
Ez a lista Belgium vasúti vontatójárműveit tartalmazza.

## Többárammemű mozdonyok

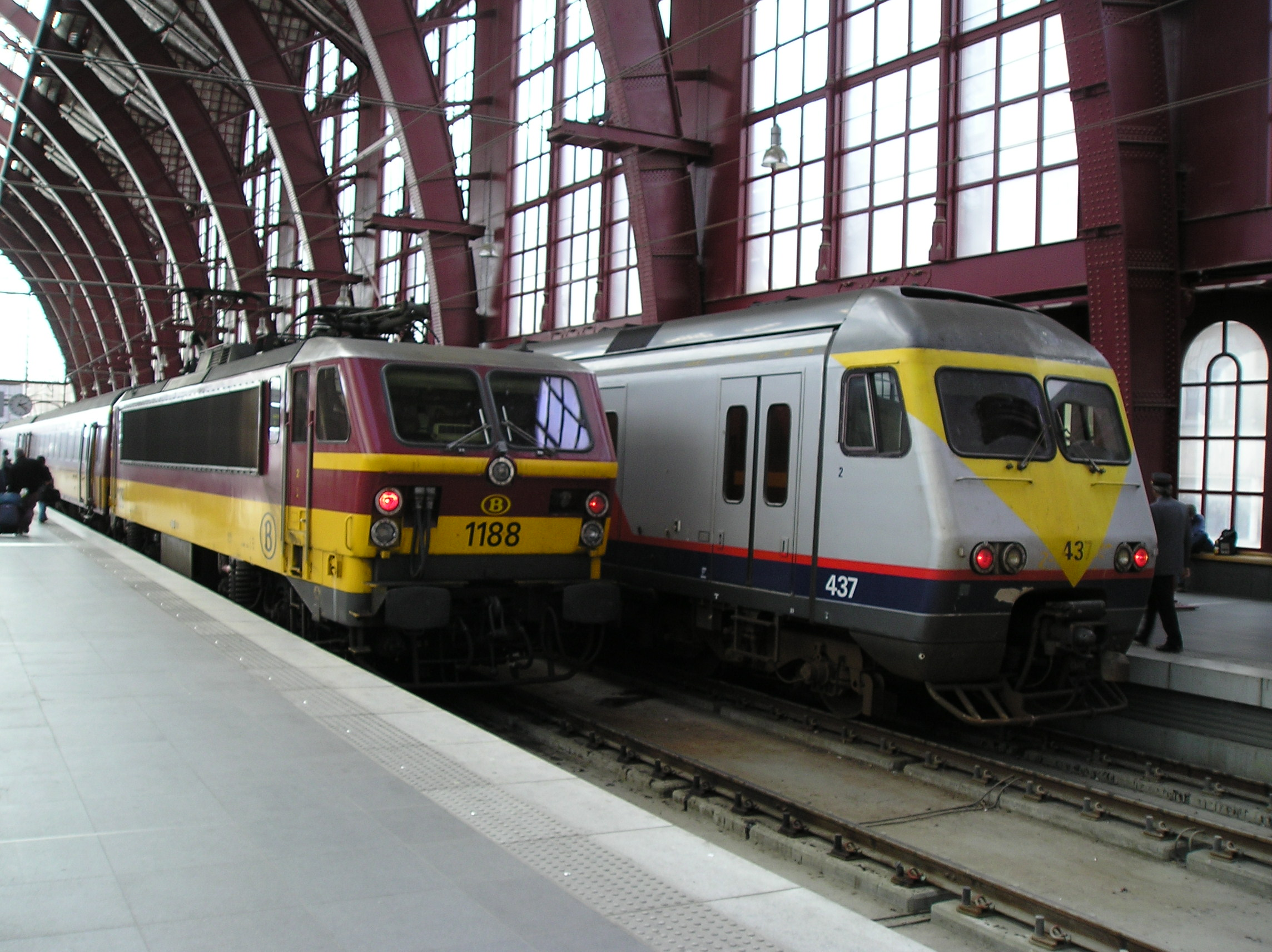
SNCB 11

- SNCB 11 * HLE 11
- SNCB 12 * HLE 12
- SNCB 13 * HLE 13
- SNCB 15 * HLE 15 (ex type 150)
- SNCB 16 * HLE 16 (ex type 160)
- SNCB 18 * HLE 18 (Alsthom négyáramnemű)
- SNCB 18 * HLE 18 (új) (Siemens kétáramnemű)
- SNCB 19 * HLE 19(prototípus)

## Egyáramnemű mozdonyok
- SNCB 20 * HLE 20
- SNCB 21 * HLE 21
- SNCB 22 * HLE 22 (ex type 122)
- SNCB 23 * HLE 23 (ex type 123)
- SNCB 24 * HLE 24(prototípus)
- SNCB 25 * HLE 25 (ex type 125 et 140)
- SNCB 25.5 * HLE 25.5 (transformations de HLE25)
- SNCB 26 * HLE 26 (ex type 126)
- SNCB 27 * HLE 27
- SNCB 28 * HLE 28 (ex type 120)
- SNCB 29 * HLE 29 (ex type 101)

## Dízelmozdonyok

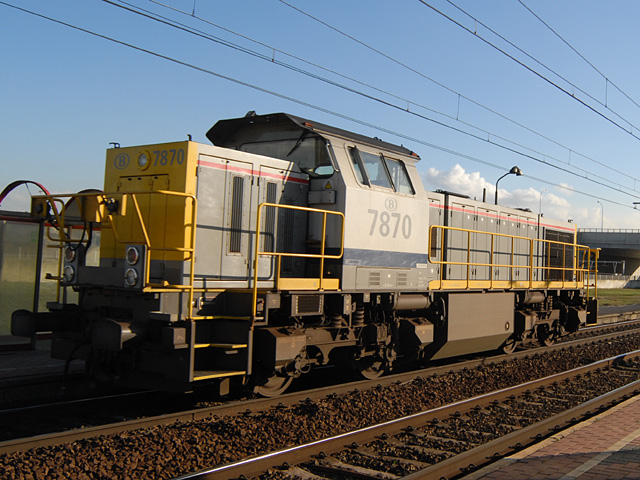
SNCB 77

- SNCB 50 * HLD 50 (ex type 200.1)
- SNCB 51 * HLD 51 (ex type 200)
- SNCB 52 * HLD 52 (ex type 202)
- SNCB 53 * HLD 53 (ex type 203)
- SNCB 54 * HLD 54 (ex type 204)
- SNCB 55 * HLD 55 (ex type 205)
- SNCB 59 * HLD 59 (ex type 201)
- SNCB 60 * HLD 60 (ex type 210)
- SNCB 62 * HLD 62 (ex type 212)
- SNCB 64 * HLD 64 (ex type 211)
- SNCB 77 * HLD 77

## Tolatómozdonyok
- SNCB 70 * HLR 70 (ex type 270)
- SNCB 71 * HLR 71 (ex type 271)
- SNCB 71 * HLR 71 (ex type 271)
- SNCB 72 * HLR 72 (ex type 272)
- SNCB 73 * HLR 73 (ex type 273)
- SNCB 74 * HLR 74
- SNCB 75 * HLR 75 (ex type 213, ex série 65) (prototípus)
- SNCB 76 * HLR 76
- SNCB 77 * HLD 77
- SNCB 80 * HLR 80 (ex type 260)
- SNCB 81 * HLR 81 (ex type 261)
- SNCB 82 * HLR 82 (ex type 262)
- SNCB 83 * HLR 83 (ex type 253)
- SNCB 84 * HLR 84 (ex type 250)
- SNCB 85 * HLR 85 (ex type 252)
- SNCB 90 * HLR 90 et HLR 91 (ex type 230 et ex type 230.1)
- SNCB 92 * HLR 92 (ex type 232)
- SNCB 99 * HLR 99

## Villamos motorvonatok
- SNCB AM35 sorozat * AM 35
- SNCB AM39 sorozat * AM 39
- SNCB AM46 sorozat * AM 46
- SNCB AM50 sorozat * AM 50
- SNCB AM51 sorozat * AM 51
- SNCB AM53 sorozat * AM 53
- SNCB AM54 sorozat * AM 54
- SNCB AM55 sorozat * AM 55
- SNCB AM56 sorozat * AM 56
- SNCB AM62 sorozat * AM 62
- SNCB AM63 sorozat * AM 63
- SNCB AM65 sorozat * AM 65
- SNCB AM66 sorozat * AM 66
- SNCB AM70 sorozat * AM 70
- SNCB AM73 sorozat * AM 73
- SNCB AM74 sorozat * AM 74
- SNCB AM77 sorozat * AM 75
- SNCB AM78 sorozat * AM 78
- SNCB AM79 sorozat * AM 79
- SNCB AM80 sorozat * AM 80
- SNCB AM86 sorozat * AM 86
- SNCB AM96 sorozat * AM 96

## Dízel motorvonatok
- SNCB 41 sorozat * 41
- SNCB 42 sorozat * 42
- SNCB 44 sorozat * 44
- SNCB 45 sorozat * 45
- SNCB 46 sorozat * 46